# Hans Kummetz
Hans Kummetz (ur. 29 kwietnia 1890 w Illowie, zm. 11 stycznia 1918 w Conegliano) – as myśliwski niemieckich sił lotniczych Luftstreitkräfte z 7 potwierdzonymi zwycięstwami w I wojnie światowej, dowódca Jagdstaffel 1 – (Jasta 1).
Przejął dowództwo nad eskadrą myśliwską Jasta 1 po przejściu jej pierwszego dowódcy Martina Zandera na komendanta Jastaschule w Valenciennes. Obowiązki dowódcy Jasta 1 pełnił do 12 sierpnia 1917 roku, kiedy to został przeniesiony do Jagdstaffelschule II na stanowisko komendanta. Po dwóch miesiącach na własną prośbę powrócił na front i na stanowisko dowódcy Jasta 1 operującej wówczas na froncie włoskim. 8 grudnia 1917 roku odniósł swoje ostatnie potwierdzone zwycięstwo powietrzne nad samolotem Sopwith Camel z 66 Eskadry. W czasie kolejnej akcji 11 stycznia został zestrzelony i zabity w okolicach Conegliano we Włoszech.
Latał między innymi na samolotach Albatros D.V i Fokker D.VII.